# Bleff Dipa
Bleff Dipa, född 13 september 2017 är en italiensk varmblodig travhäst. Han tränas av Holger Ehlert och körs av Roberto Vecchione.
Bleff Dipa började tävla i september 2019 och har hittills sprungit in 990 984 euro på 44 starter, varav 11 segrar, 11 andraplatser och 5 tredjeplatser. Han har tagit karriärens största seger i Derby italiano di trotto (2020). Han har även segrat i Gran Premio Citta' di Torino (2021), Gran Premio Freccia d'Europa (2022, 2023), Gran Premio Gaetano Turilli (2022), Prix Doynel de Saint-Quentin (2022) och Gran Premio Due Mari (2023). Samt kommit på andraplats i Gran Premio Orsi Mangelli (2020), Gran Premio Regione Campania (2021), Gran Premio Lotteria (2023), Gran Premio Gaetano Turilli (2023) och Prix de Washington (2023) och på tredjeplats i Prix de Washington (2022) och Grand Prix du Departement des Alpes-Maritimes (2022).

## Karriär
Bleff Dipa gjorde tävlingsdebut i september 2019. Som treåring 2020 tog han ett flertal storloppssegrar, bland annat i det italienska derbyt Derby italiano di trotto. Som äldre travare har han bland annat vunnit lopp som Gran Premio Gaetano Turilli och Gran Premio Freccia d'Europa samt Gran Premio Due Mari. Han kom även tvåa i 2023 års upplaga av Gran Premio Lotteria bakom vinnande Vernissage Grif.

## Statistik
| Statistik för Bleff Dipa (Ref.) | Statistik för Bleff Dipa (Ref.) | Statistik för Bleff Dipa (Ref.) | Statistik för Bleff Dipa (Ref.) | Statistik för Bleff Dipa (Ref.) | Statistik för Bleff Dipa (Ref.) |
| ------------------------------- | ------------------------------- | ------------------------------- | ------------------------------- | ------------------------------- | ------------------------------- |
| Starter                         | Placeringar                     | Startprissumma                  | Segerprocent                    | Platsprocent                    | Rekord                          |
| 43                              | 10-11-5                         | 990 984 euro                    | 23 %                            | 60 %                            | 1.09,6ak,                       |

### Större segrar
| År   | Lopp                         | Kusk               | Vinstbelopp | Grupp   |
| ---- | ---------------------------- | ------------------ | ----------- | ------- |
| 2020 | Derby italiano di trotto     | Roberto Vecchione  | 350 000 EUR | Grupp 1 |
| 2021 | Gran Premio Citta' di Torino | VP Dell'Annunziata | 35 000 EUR  | Grupp 2 |
| 2022 | Gran Premio Freccia d'Europa | Roberto Vecchione  | 64 400 EUR  | Grupp 1 |
| 2022 | Gran Premio Gaetano Turilli  | VP Dell'Annunziata | 64 400 EUR  | Grupp 1 |
| 2022 | Prix Doynel de Saint-Quentin | Alexandre Abrivard | 54 000 EUR  | Grupp 2 |
| 2023 | Gran Premio Due Mari         | Roberto Vecchione  | 45 500 EUR  | Grupp 1 |
| 2023 | Gran Premio Freccia d'Europa | Roberto Vecchione  | 64 400 EUR  | Grupp 1 |